# Shelby Daytona

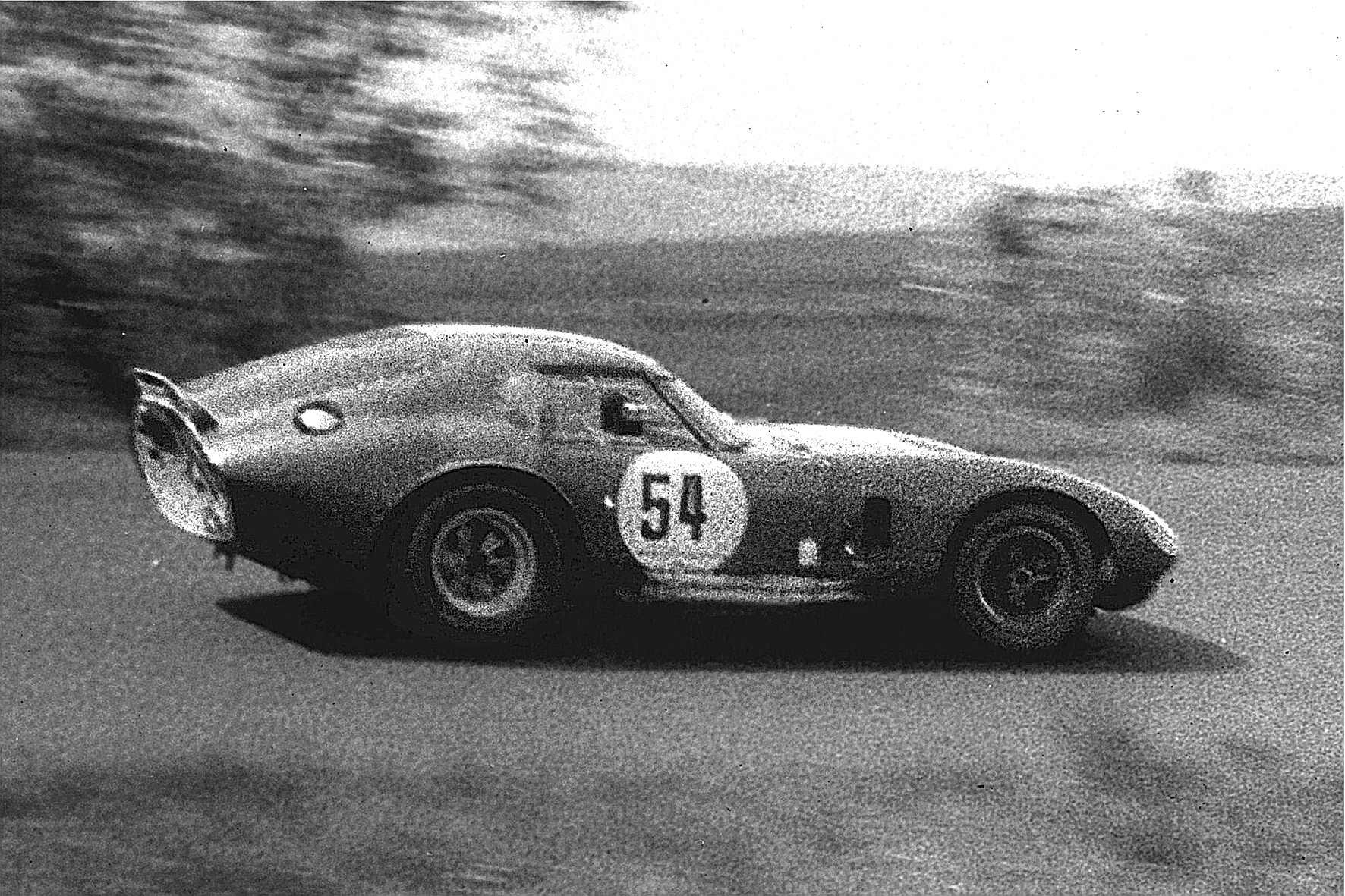
Shelby Daytona Cobra Coupé von Bob Bondurant/Jochen Neerpasch beim 1000-km-Rennen auf dem Nürburgring 1965

Der Shelby Daytona (auch als Shelby Daytona Cobra Coupe bezeichnet) war ein Coupé, das von Carroll Shelby entwickelt wurde und an seinen AC-Cobra-Roadster angelehnt war.

## Entwicklungsgeschichte
Er wurde speziell für Autorennen gebaut, insbesondere als Konkurrenz zu Ferrari in der GT-Klasse. In den Jahren 1964 und 1965 wurden nur sechs Daytonas gefertigt, da Shelby sich danach wieder dem Ford-GT40-Projekt widmete. Pete Brock gestaltete die Karosserie, während Bob Negstad das Fahrwerk entwickelte. Negstad war unter anderem auch für das Fahrwerk des GT40 verantwortlich. Fünf von sechs Karosserien fertigte die Carrozzeria Gransport im italienischen Modena.
Der 4,7-Liter-Ford-V8-Motor leistete 380 PS bei 7000/min und beschleunigte den knapp 1043 Kilogramm schweren Wagen in 4,4 Sekunden von 0 auf 100 km/h. Mit dem verwendeten Vierganggetriebe lag die Endgeschwindigkeit knapp über 300 km/h.

## Das fehlende sechste FahrzeugCSX2287
Fünf Shelby Daytonas wurden in Italien gebaut. Ein weiteres Fahrzeug, Sammlern als CSX2287 bekannt, wurde in den USA gefertigt. Es gab Aufzeichnungen über die Besitzer der Fahrzeuge, jedoch gingen die des sechsten Daytonas Mitte der 1970er-Jahre verloren. Lange Zeit fürchteten Historiker und Sammler, das sechste Fahrzeug wäre verschwunden.
Im Jahr 2001 wurde CSX2287 in einem gemieteten Lagerraum in Kalifornien entdeckt. Die Besitzerin Donna O’Hara hatte sich selbst bei lebendigem Leib verbrannt. Das Fahrzeug galt für fast drei Jahrzehnte als verschollen. Aufgrund eines geschätzten Wertes von etwa 4.000.000 US-Dollar war der Daytona Bestandteil einer rechtlichen Auseinandersetzung zwischen der Mutter der Verstorbenen, die ihn an einen Sammler in Pennsylvania verkaufte, und einem Freund von Donna O’Hara, der gemäß ihrem letzten Willen der Erbe des Inhalts des Lagerhauses sein sollte.
Ein weiterer Vorbesitzer des Autos war der Musikproduzent Phil Spector, der oft damit auf den Straßen von Los Angeles zu sehen war. Entwickelt für Hochgeschwindigkeitsrennen wurde es neben anderen Problemen im Innern des Fahrzeugs unangenehm heiß, wenn die Maschine warmgelaufen war. „Der Daytona war kein Straßenfahrzeug; er war ein Rennwagen“, sagte Shelby dazu. Spector fuhr ihn dennoch auf der Straße. Der Legende nach soll er so viele Strafzettel für überhöhte Geschwindigkeit gesammelt haben, dass sein Anwalt ihm schließlich riet, das Auto loszuwerden, bevor ihm die Fahrerlaubnis entzogen würde. Er behauptete im Rahmen der Erbstreitigkeiten wiederum, es nie an einen Händler verkauft, sondern dort nur untergestellt zu haben.
CSX2287 wurde instand gesetzt und ist nun im Simeone Foundation Automotive Museum in Philadelphia zu sehen. Der US-Fernsehstar Jay Leno hat das Museum einmal besucht und auf seiner Website gibt es ein Video von ihm während einer Fahrt mit dem Daytona.

## Ford Shelby GR-1
Im Jahr 2005 entwickelten Ford und Shelby ein Sportcoupé mit der Bezeichnung „Ford Shelby GR-1“, mit einer stromlinienförmigen Karosserie und einem neuen V10-Motor, der die neue Shelby Cobra antrieb. Carroll Shelby selbst äußerte, er wolle nicht, dass man das Auto „Cobra“ nennt, aber es weist dennoch eine deutliche Ähnlichkeit zum Daytona auf.

## Repliken des Daytona
- Superformance Brock Coupé, seit 2009 als Shelby Daytona Coupé – von Shelby lizenzierte Replika
- Daytona Sportscar von Borland Racing Development
- Factory Five Racing – Type 65 Coupe
- Shell Valley Companies – 1964 Daytona Coupe Series II

## Statistik

### Erfolge
- 1964 12 Stunden von Sebring (Sieg GT-Klasse, Dave MacDonald/Bob Holbert)
- 1964 24 Stunden von Le Mans (Sieg GT-Klasse, Dan Gurney/Bob Bondurant)
- 1964 RAC Tourist Trophy
- 1965 2000 km von Daytona
- 1965 12 Stunden von Sebring
- 1965 Internationale Meisterschaft für GT-Hersteller
- 1965 Großer Preis von Italien in Monza (Sieg GT-Klasse)
- 1965 Großer Preis von Deutschland auf dem Nürburgring (Sieg GT-Klasse)
- 1965 Großer Preis von Frankreich in Reims (Sieg GT-Klasse)
- 1965 Enna-Pergusa (Sieg GT-Klasse)
- 1965 23 Landgeschwindigkeitsrekorde in Bonneville